# Вілла-Лагарина
Вілла-Лагарина, Вілла-Лаґарина (італ. Villa Lagarina, вен. Viła Łagarina) — муніципалітет в Італії, у регіоні Трентіно-Альто-Адідже,  провінція Тренто.
Вілла-Лагарина розташована на відстані близько 470 км на північ від Рима, 18 км на південь від Тренто.
Населення — 3769 осіб (2014).
Щорічний фестиваль відбувається 15 серпня. Покровитель — Assunzione di Maria.

## Демографія
Населення за роками:

Станом на 1 січня 2023 року в муніципалітеті офіційно проживало 270 іноземців з 39 країн, серед них 45 громадян країн Євросоюзу та 20 громадян України.

## Сусідні муніципалітети
- Арко
- Каведіне
- Чимоне
- Дрена
- Ізера
- Ногаредо
- Помароло
- Ронцо-К'єніс
- Роверето